# Luxoflux
Luxoflux — американский разработчик компьютерных игр. Основана бывшими сотрудниками студии Sega Technical Institute Питером Моравичем и Эдриэном Стивенсом в январе 1997. Офис компании располагался в Санта-Монике.

## История
Luxoflux изначально должна была называться «Alpha Channel» («Альфа-канал»), но затем было обнаружено, что это название уже занято. У Luxoflux во время разработки первых проектов была довольно небольшая команда разработчиков. Двое основателей и Джереми Энгельман, Дэвид Гудрич, Эдвард Тот создали первый крупный проект Luxoflux под названием Vigilante 8. Компания была приобретена корпорацией Activision (которая до этого занималась изданием её игр) в октябре 2002 года. С этого момента и до своего закрытия студия занималась разработкой игр по различным кинофраншизам.
11 февраля 2010 года Activision анонсировала закрытие студии как часть всеобщего сокращения штата сотрудников компании.
Основатели Luxoflux впоследствии основали ещё и Isopod Labs, а затем объявили о выходе Vigilante 8 Arcade на XBLA летом 2008 года.

## Игры
| Год      | Игра                                | Платформа(ы)                           |
| -------- | ----------------------------------- | -------------------------------------- |
| 1998     | Vigilante 8                         | PlayStation, Nintendo 64               |
| 1999     | Vigilante 8: 2nd Offense            | PlayStation, Nintendo 64, Dreamcast    |
| 2000     | Star Wars: Demolition               | PlayStation, Dreamcast                 |
| 2003     | True Crime: Streets of LA           | Windows, GameCube, PlayStation 2, Xbox |
| 2004     | Shrek 2: The Game                   | Windows, GameCube, PlayStation 2, Xbox |
| 2005     | True Crime: New York City           | Windows, GameCube, PlayStation 2, Xbox |
| 2008     | Kung Fu Panda                       | PlayStation 3, Xbox 360                |
| 2009     | Transformers: Revenge of the Fallen | PlayStation 3, Xbox 360                |
| Отменена | King                                | TBA                                    |